# Chata generála Milana Rastislava Štefánika

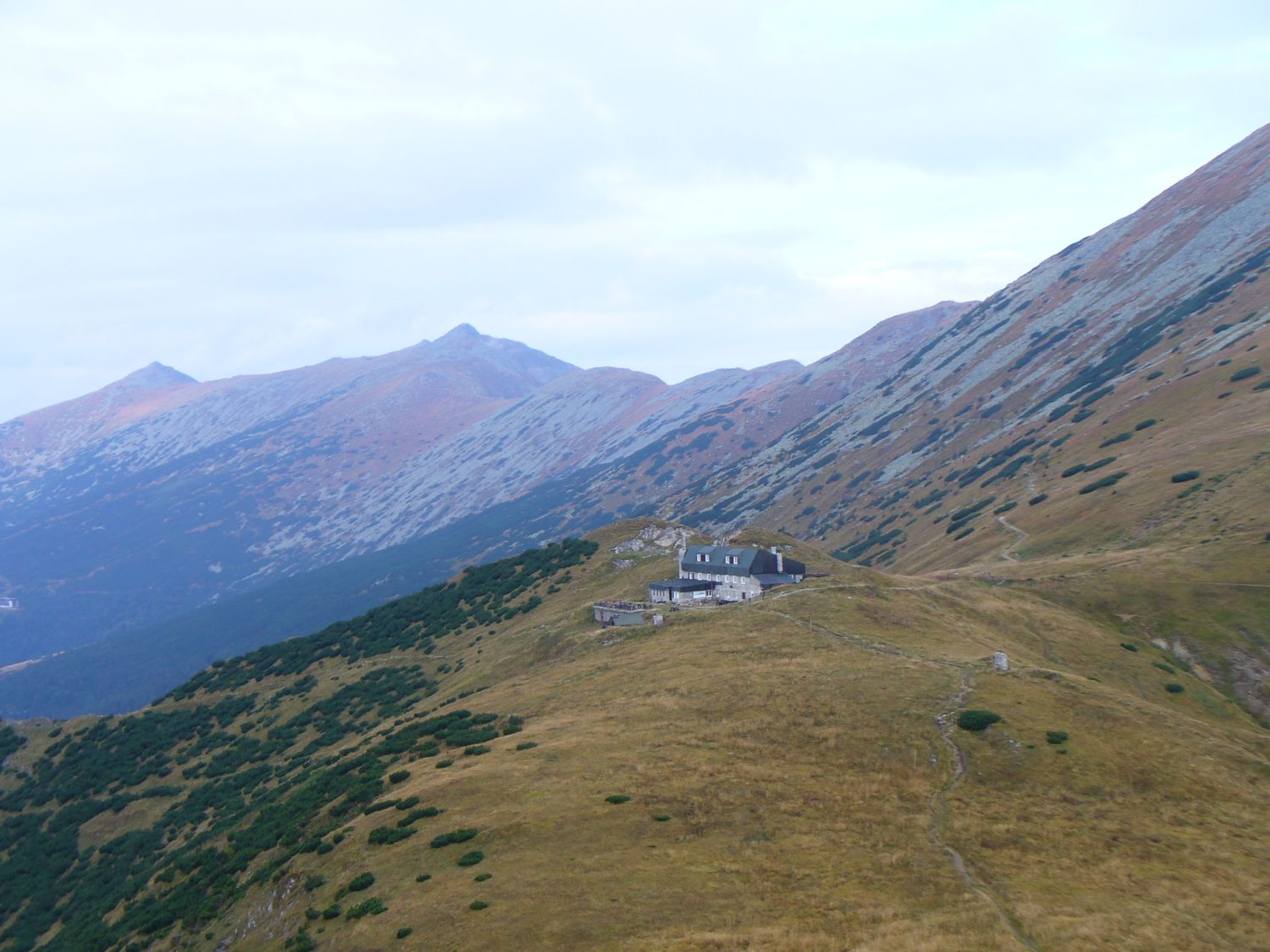
Ďumbierské sedlo s chatou M. R. Štefánika. Vpravo úbočí Ďumbiera a Štiavnice, v pozadí Chopok a Dereše.

Chata generála Milana Rastislava Štefánika (hovorově i Chata pod Ďumbierom, Štefánikova chata nebo Štefánička, během socialismu přechodně Chata hrdinů SNP) je vysokohorská chata s celoročním provozem, nacházející se v sedle pod vrchem Ďumbier na hlavním hřebeni Nízkých Tater v nadmořské výšce 1740 m.
Vybudována byla v letech 1924-1928 a je nejdéle provozovanou vysokohorskou chatou v Nízkých Tatrách. Slouží jako cíl vysokohorských túr, východisko pro výstupy na nejvyšší hory pohoří (Ďumbier, Chopok, Dereše), poskytuje útočiště - stravu a nocleh při přechodu hřebene Nízkých Tater. Oblíbená je i mezi skialpinisty, pro které jsou v okolí ideální podmínky. V blízkosti chaty se nachází Jeskyně mrtvých netopýrů - jediná vysokohorská jeskyně na Slovensku, zpřístupněna veřejnosti.
Chata nabízí ubytování v šesti osmipostelových pokojích, jídelna s vařenou stravou, v letní sezóně i bufet na terase. Všechno zboží a materiál na provoz chaty vynášejí horští nosiči přes Trangošskou dolinu (ročně přibližně 40 tun).

## Dějiny
Přímo na vrcholu Ďumbieru stála od roku 1902 malá kamenná útulna, nazývaná Karlova ochranná chata., kterou vybudoval Uherský karpatský spolek (Magyarországi Kárpát Egyesület - MKE) Zvolenské župy. Po zániku útulny rozhodlo ústředí Klubu československých turistů (KČST) v Praze na podnět místního odboru KČST Ďumbier v Podbrezové, založeného v roce 1922, o výstavbě nové turistické chaty v Ďumbierském sedle .
Základní kámen byl položen 20. července 1924. Stavbu začala realizovat moravská stavební společnost Josefa Jiráska z Uherského Brodu, ale ještě v roce 1924 zde své působení ukončila, pravděpodobně i pro náročné vysokohorské podmínky. Ve stavbě pak pokračovala firma stavitele Jozefa Šašinky z Popradu, která už měla zkušenosti se stavbami v prostředí Vysokých Tater. Stavba trvala čtyři roky a celkové náklady dosáhly 562 911 Kč. Chata byla slavnostně otevřena 9. září 1928. Prvním chatařem se stal Róbert Petrla, který byl stavbyvedoucím na stavbě chaty. Personál chaty spolu s ním tvořili i jeho manželka Ružena Petrlová a další spolupracovníci ze stavby a Róbert Petrla pak na chatě působil až do roku 1943.
V roce 1938 převzal majetek KČST nově zřízený Klub slovenských turistov a lyžiarov (KSTL), který se stal novým vlastníkem chaty. V průběhu války bylo postupně zcela zničeno 56 turistických chat ve vlastnictví KSTL. Chatě M. R. Štefánika se překvapivě podařilo vyhnout tomuto osudu, a to přesto, že v Nízkých Tatrách působilo několik partyzánských skupin a přímo na chatě se také ukrývaly. 30. října 1944 však byla chata poškozena, když jídelnu zasáhl německý dělostřelecký granát. V době výbuchu granátu se v zasažené části nikdo nezdržoval, takže nedošlo ke ztrátám na životech ani ke zraněním. Po bojích v SNP byla pak chata opuštěná až do roku 1945.
Po válce byla chata opravena a v 50. letech dostala, na počest povstaleckých bojovníků, ideologicky přijatelný název Chata hrdinů SNP, který nesla až do počátku 90. let.
21. července 1990 byla na průčelí chaty odhalena busta M. R. Štefánika a chata se oficiálně vrátila k původnímu názvu.

## Současnost
V současnosti je chata majetkem Klubu slovenských turistů. Chatařem je od roku 1991 Ing. Igor Fabricius, který má chatu v dlouhodobém ekonomickém pronájmu.

## Poloha a přístup
Chata se nachází v Ďumbierském sedle na významné křižovatce vysokohorských turistických tras. Dostupná je pěšky:
- Červeně značenou hřebenovkou Nízkých Tater (turistická magistrála Cesta hrdinů SNP) z východu od sedla Čertovica, resp. ze západu od Chopku
- Zeleně značenou trasou z horského střediska Trangoška , přístup: bus, auto z Brezna, Podbrezové) přes Trangošskou dolinu
- Žlutě značenou trasou z Mýta pod Ďumbierom přes Mlynnou dolinu
- Žlutě značenou trasou z Vyšné Boce přes Starobocianskou dolinu a Bocianské sedlo
- Modře značeným traverzem od chaty Kosodrevina (horní stanice lanovky ze Srdiečka, Chopok Jih)
- Modře značenou trasou z Liptovského Jána podél potoka Štiavnica přes Jánskou dolinu a dolinu Štiavnica